# Dédé
Dédé es una opereta o comedia musical en tres actos con música de Henri Christiné y un libreto francés de Albert Willemetz. Está marcada como una importante piedra miliar en el desarrollo de la carrera de Maurice Chevalier. Dédé se estrenó en el Théâtre des Bouffes Parisiens, París el 10 de noviembre de 1921, casi exactamente tres años después del gran éxito de Christiné Phi-Phi, y aunque Dédé no logró que estuviera en escena tanto tiempo, se debió principalmente a un cambio de teatro.
En las estadísticas de Operabase aparece con solo tres representaciones en el período 2005-2010, como la segunda de Christiné.

## Personajes
| Personaje                     | Tesitura | Reparto del estreno, 12 de noviembre de 1918 (Director: -) |
| ----------------------------- | -------- | ---------------------------------------------------------- |
| André de la Huchette ('Dédé') | barítono | André Urban                                                |
| Robert Dauvergne              | barítono | Maurice Chevalier                                          |
| Maître Leroydet, un notario   | -        | Louis Baron, fils                                          |
| Chausson                      | -        | Hemdey                                                     |
| Le Commissaire                | -        | Géo Bury                                                   |
| Denise                        | soprano  | Alice Cocéa                                                |
| Odette                        | soprano  | Maguy Warna                                                |
| Une amie                      | -        | Marthe Duguet                                              |
| Lucette                       | -        | G Pommier                                                  |